# شهرستان نووکوزنتسکی
شهرستان نووکوزنتسکی (به لاتین: Novokuznetsky District) یک شهرستان در روسیه است که در استان کمروو واقع شده‌است.